# Jan Smyrak
Jan Smyrak (Tłumaczów, Baixa Silèsia, 26 de novembre de 1950) va ser un ciclista polonès que va córrer a primers dels anys 70 del segle xx. Va guanyar una medalla de bronze al Campionat del món en contrarellotge per equips de 1971. L'any següent va participar en els Jocs Olímpics de Múnic. Un cop passat els Jocs es va nacionalitzar alemany.

## Palmarès
- 1972
  - 1r a la Coppa Bologna
  - Vencedor d'una etapa a la Volta a Escòcia
- 1975
  - 1r a la Volta a Colònia amateur